# Puerto Rico en los Juegos Olímpicos de Sídney 2000
Puerto Rico estuvo representado en los Juegos Olímpicos de Sídney 2000 por un total de 29 deportistas, 23 hombres y 6 mujeres, que compitieron en 10 deportes.
El portador de la bandera en la ceremonia de apertura fue el regatista Enrique Figueroa Suárez. El equipo olímpico puertorriqueño no obtuvo ninguna medalla en estos Juegos.